# Luise von Geyersberg
Luise Caroline von Geyersberg, född 26 maj 1768 i Karlsruhe, död 23 juni 1820 i Karlsruhe, var en tysk adelsdam. 

## Biografi
Luise var dotter till överstelöjtnant friherre Ludvig Henrik Filip Geyer von Geyersberg och Maximiliana Christiane av Sponeck. Hon utbildades i en flickskola i Colmar och blev hovdam åt hustrun till Badens tronföljare, Amalia av Hessen-Darmstadt. 
Den 24 november 1787 giftes hon med storhertig Karl Fredrik av Baden i dennes andra äktenskap, efter att hans hustru Luise Caroline av Hessen-Darmstadt avlidit. Äktenskapet var morganatiskt, och Luise hade officiellt titeln baronessa och upphöjdes till grevinna av Hochberg 1796.
År 1817 förklarades hennes söner arvsberättigade till Badens tron. Hennes barnbarnsbarn, Victoria av Baden, ingiftes i ätten Bernadotte av Sverige som maka till kung Gustaf V.
Barn:
1. Leopold av Baden (1790-1852)
2. Wilhelm av Baden (1792-1859)
3. Fredrik Alexander (född o död 1793)
4. Amalia (1795-1869)
5. Maximilian (1796-1882)